# Queen Charlotte: A Bridgerton Story (banda sonora)
La banda sonora de la serie limitada de drama histórico de 2023 Queen Charlotte: A Bridgerton Story, una precuela derivada de la serie de Netflix Bridgerton creada por Shonda Rhimes, son dos proyectos producidos por Sony Music.
El primero, Queen Charlotte: A Bridgerton Story (Soundtrack from the Netflix Series), consta de una música original compuesta y producida por Kris Bowers, mientras que el último Queen Charlotte: A Bridgerton Story (Covers from the Netflix Series) es una reinterpretación en un clave de música clásica de canciones pop de Beyoncé, Alicia Keys, SZA, Dolly Parton y Whitney Houston, la discografía de Bowers con los hermanos Brian y Caleb Chan.

## Producción
Kris Bowers, quien compuso la música de la primera y segunda temporada de Bridgerton, también trabajó en dos proyectos de bandas sonoras originales para la serie a través de Sony Music. El primero, Queen Charlotte: A Bridgerton Story (Soundtrack from the Netflix Series), fue supervisado por Bowers, con coproducción de Max Wrightson y coescritura de algunos temas por Alec Sievern y Michael Dean Parsons.
La idea del segundo proyecto, Queen Charlotte: A Bridgerton Story (Covers from the Netflix Series), surgió a raíz del rodaje de la escena "King's Ball", cuando luego de una serie de canciones del repertorio clásico, la directora Shonda Rhimes decidió reproduce "If I Ain't Got You" de Alicia Keys. La canción es la única que tiene dos versiones: la primera es instrumental, mientras que la segunda es cantada por Keys con una orquesta de 70 integrantes de mujeres de color. Keys explicó el proceso creativo y el concepto del proyecto en una entrevista con Rolling Stone UK.
La versión orquestal de "If I Ain't Got You" arreglada por Bobbie-Jane Gardner se correlacionó con un vídeo musical dirigido por Keys y Shonda Rhimes que contó con cameos de Ofentse, Rimon, Cherrie, Amel Bent, Delara y Alicia-Awa. Beissert. El video obtuvo una nominación en los MTV Video Music Awards de 2023 en la categoría Video for Good.

## Álbumes

### Queen Charlotte: A Bridgerton Story (Covers from the Netflix Series)
Queen Charlotte: A Bridgerton Story (Covers from the Netflix Series), un álbum recopilatorio de la banda sonora de la serie se anunció a finales de febrero y fue lanzado por Netflix Music y Sony Masterworks el 4 de mayo de 2023. Preveía la reinterpretación en clave de música clásica de canciones pop de la discografía de Beyoncé, Alicia Keys, SZA, Dolly Parton y Whitney Houston. El sencillo de Keys de 2004, "If I Ain't Got You", fue interpretado en una versión orquestal por la compositora Bobbie-Jane Gardner, que fue lanzada por Legacy Recordings el 28 de abril de 2023.

#### Lista de canciones
| N.º | Título                                                                                                | Productor(es)                 | Duración |  |
| 1.  | «A Feeling I've Never Been» (Interpretado por Kris Bowers)                                            | Kris Bowers                   | 3:44     |  |
| 2.  | «Halo» (Interpretado por Caleb Chan y Brian Chan)                                                     | Caleb Chan, Brian Chan        | 2:53     |  |
| 3.  | «If I Ain't Got You» (Interpretado por Vitamin String Quartet)                                        | Bowers                        | 3:34     |  |
| 4.  | «Déjà Vu» (Interpretado por Mike Froudarakis y Alexander Leeming Froudakis)                           | Bowers                        | 2:20     |  |
| 5.  | «Run the World» (Interpretado por Caleb Chan y Brian Chan)                                            | C. Chan, B. Chan              | 3:11     |  |
| 6.  | «Nobody Gets Me» (Interpretado por Caleb Chan y Brian Chan)                                           | C. Chan, B. Chan, Arbel Bedak | 4:05     |  |
| 7.  | «I Will Always Love You» (Interpretado por Vitamin String Quartet)                                    | Bowers                        | 4:45     |  |
| 8.  | «If I Ain't Got You – Orchestral» (Interpretado por Alicia Keys y Queen Charlotte's Global Orchestra) | Bowers                        | 4:54     |  |

### Queen Charlotte: A Bridgerton Story (Soundtrack from the Netflix Series)
Queen Charlotte: A Bridgerton Story (Soundtrack from the Netflix Series) es el segundo álbum de banda sonora que contiene la partitura orquestal compuesta por Kris Bowers para la serie. Fue lanzado por Netflix Music y Sony Masterworks el 4 de mayo de 2023.

#### Lista de canciones
| N.º | Título                       | Duración |  |
| 1.  | «Main Title»                 | 1:05     |  |
| 2.  | «Arranging Marriage»         | 2:22     |  |
| 3.  | «Princess Royal Is Dead»     | 2:56     |  |
| 4.  | «I'm Just George»            | 2:03     |  |
| 5.  | «Rest of Our Lives Together» | 1:17     |  |
| 6.  | «Kiss and Tell»              | 1:35     |  |
| 7.  | «Observatory Kiss»           | 1:53     |  |
| 8.  | «Who You Are»                | 3:38     |  |
| 9.  | «I Am Venus»                 | 3:48     |  |
| 10. | «Meet Dr. Monro»             | 3:26     |  |
| 11. | «George Charlotte Montage»   | 2:31     |  |
| 12. | «Almost Kiss»                | 1:23     |  |
| 13. | «Almost Break Down»          | 1:37     |  |
| 14. | «Come Back to Me»            | 3:41     |  |
| 15. | «I Love You Charlotte»       | 2:09     |  |
| 16. | «He's Not Fine»              | 3:21     |  |
| 17. | «Together We Are Whole»      | 2:44     |  |
| 18. | «Thank You»                  | 2:32     |  |